# 地角街道
地角街道是中华人民共和国广西壮族自治区北海市海城区下辖的一个乡镇级行政单位。

## 行政区划
地角街道下辖以下地区：
上寮社区、下寮社区、新营社区、昆明路社区和北海出口加工区社区。